# Charaktererziehung
Unter Charaktererziehung versteht man ein vor allem im englischsprachigen Raum verbreitetes Erziehungskonzept, bei dem die Entwicklung und Förderung von Größen wie Selbstregulation, Resilienz, Ausdauer, Selbstmotivation, Belohnungsaufschub, guten Arbeitsgewohnheiten, Empathie und sozialer Kompetenz im Vordergrund steht. „Charakter“ wird im englischsprachigen Raum heute nicht als Bündel von Persönlichkeitseigenschaften wie den „Big Five“ verstanden, sondern als Bündel bestimmter psychologischer Kompetenzen, die Amitai Etzioni metaphorisch beschrieben hat als die „psychologischen Muskeln, die es einem Menschen erlauben, Impulse zu kontrollieren und Belohnung aufzuschieben, was für Erfolg, Leistung und moralisches Handeln grundlegend ist.“

## Geschichte
Die Idee einer „Charakterbildung“ bzw. „Erziehung des Charakters“ ist in der Pädagogik nichts Neues, der Schulreformer Joachim Heinrich Campe z. B. hatte sie als Vermittlung moralischer Werte bereits im ausgehenden 18. Jahrhundert im Zuge der Aufklärung gefordert. Campe war eine Zeit lang Hauslehrer bei der Familie von Humboldt und hat seine Ideen unter anderem auch an seinen Schüler Wilhelm von Humboldt weitergegeben. Humboldt war im ersten Jahrzehnt des 19. Jahrhunderts, als in Preußen die Reformen vorangetrieben wurden, mit der Reform des preußischen Bildungswesens beauftragt. Höhepunkt dieser Aktivitäten war die Gründung der neuen Universität in Berlin (heute Humboldt-Universität). Seine Bildungskonzeptionen werden heute unter dem Begriff Humboldtsches Bildungsideal zusammengefasst. Charaktererziehung spielt in diesen Konzeptionen eine bedeutende Rolle und muss – nach Humboldt – der beruflichen Ausbildung nicht nur vorangehen, sondern von dieser streng geschieden werden.
Die Veredelung des Charakters forderte auch Friedrich Schiller in seiner Abhandlung Über die ästhetische Erziehung des Menschen im Jahre 1795. Auch Johann Friedrich Herbart, der die Pädagogik begründet und an die Universitäten gebracht hat, hielt, neben der Schulung des Denkens und der Wissensvermittlung, die moralische Bildung für die Kernaufgabe der Erziehung.
Bis ins 20. Jahrhundert verbarg sich unter diesem Begriff meist auch die Vermittlung religiöser, mit Rechtschaffenheit umschriebener Tugendideale. Nachdem der alte moralische Konsensus der Gesellschaft im 20. Jahrhundert zusammenbrach und Werte nicht mehr auf die herkömmliche Weise gelehrt wurden, setzten sich von 1960 an zwei moderne psychologische Konzepte durch: die „Werteklärung“ und die „erkenntnis- und entwicklungsgemäße Moralerziehung“. Bei der „Werteklärung“ (Values Clarification), die bis um 1980 in Mode blieb, vermittelte der Lehrer keine konkreten Moralkonzepte oder Werte mehr, sondern trat in die Rolle eines neutralen Moderators zurück, während die Schüler ihre eigenen Moralvorstellungen entwickeln sollten. Die „erkenntnis- und entwicklungsmäßige Moralerziehung“ (Cognitive Developmental Moral Education), die in den USA in den 1970er und 1980er Jahren in den Lehrplänen vieler Schulen zu finden war, basiert auf Kohlbergs Theorie der Moralentwicklung und der Idee, dass das Moralbewusstsein jedes Menschen durch geeignete Schulung erhöht werden könne.

## Charaktererziehung im heutigen Sinne

### Vereinigte Staaten
Eine Verwissenschaftlichung und grundlegende Neufassung erfuhr die Charaktererziehung seit den 1980er Jahren, als Forscher wie Albert Bandura, Martin Seligman, Howard Gardner und später John D. Mayer darauf hinwiesen, dass es für persönlichen Erfolg (Fortkommen, Prestige, Glück im Berufs- und Privatleben) weitaus machtvollere Prädiktoren gibt als die mathematisch-sprachliche Intelligenz. In einer Langzeitstudie hatte Walter Mischel 1981 z. B. nachgewiesen, dass Versuchspersonen, die bereits als Vierjährige Belohnungsaufschub leisten konnten, als Heranwachsende in der Schule und im Privatleben signifikant erfolgreicher waren als Personen der Vergleichsgruppe. Die Wiedereinführung des Begriffes „Charakter“ in den wissenschaftlichen Diskurs ist dabei vor allem eine Leistung der Positiven Psychologie.
Im frühen 21. Jahrhundert wurde das Konzept schließlich auch von Pädagogen und Familientherapeuten entdeckt. Hintergrund war deren wachsendes Unbehagen an einem in der Mittelschicht um sich greifenden Erziehungsstil, der nicht von langfristigen Erziehungszielen, sondern von einem exzessiven Mikromanagement der Kindeslaune geprägt ist. In den Vereinigten Staaten veröffentlichte Wendy Mogel 2001 ihren Bestseller The Blessings of a Skinned Knee; die Charaktererziehung, für die Mogel darin plädiert, ist zwar jüdisch inspiriert, weist aber große Überschneidungen mit dem auf, was heute als Förderung der „emotionalen Intelligenz“ aufgefasst wird. Auch die Psychologin Michele Borba hat zum Thema einige viel beachtete Bücher veröffentlicht.
Umfassende praktische Umsetzung erfährt das Konzept der Charaktererziehung bereits im amerikanischen Bildungssystem. Unter anderem folgende Einrichtungen und Organisationen sind darin involviert:
- Bereits 1976 wurde die Association for Moral Education (AME) gegründet, eine Non-Profit-Organisation, die sich als interdisziplinäres Forum versteht, auf dem Interessierte die moralischen Dimensionen von Erziehung diskutieren können.[6]
- An der Boston University beschäftigt sich seit 1989 ein Center for the Advancement of Ethics and Character mit der Entwicklung von Charakterbildungsprogrammen.[7]
- Das in Aspen ansässige Joseph and Edna Josephson Institute of Ethics hat 1992 ein Character Counts!-Programm ins Leben gerufen, dessen Anliegen die Vermittlung grundlegender Werte – Vertrauenswürdigkeit, Respekt, Verantwortlichkeit, Fairness, zwischenmenschliche Anteilnahme und Gemeinsinn – an den amerikanischen Schulen ist. Dort wird das Programm von hauptamtlichen School counselors heute landesweit durchgeführt.[8]
- Noch in der Erprobungsphase befinden sich Programme zur emotionalen Bildung wie z. B. an der Crossroads School in Santa Monica.[9]
- Eine weitere Organisation, die sich für Charaktererziehung einsetzt, ist die überparteiliche Character Education Partnership (CEP), die für ihre Anliegen in Washington, D.C. seit 1993 Lobbyarbeit leistet.[10]
- Zu den wissenschaftlichen Einrichtungen, die sich schwerpunktmäßig mit Charaktererziehung beschäftigen, zählt das 1994 von Thomas Lickona gegründete Center for the 4th and 5th Rs (Respect and Responsibility); das Zentrum ist eine Einrichtung der School of Education der State University of New York in Cortland.[11]
- Das Center for Character and Citizenship im College of Education der University of Missouri in St. Louis gibt seit 2003 halbjährlich ein Journal of Research in Character Education heraus.[12]

### Deutschsprachiger Raum
Im deutschsprachigen Raum hat Albert Wunsch ähnliche Überlegungen wie Lickona und Mogel formuliert. Während er Verwöhnung und Overparenting in seinem 1998 veröffentlichten und kontrovers rezipierten Zeit-Artikel Droge Verwöhnung zunächst nur mit Kritik überschüttete, ohne mit einem fundierten Gegenentwurf zu kontern, hat Wunsch dies in seinen späteren Veröffentlichungen (Die Verwöhnungsfalle, 2000; Abschied von der Spaßpädagogik, 2003) inzwischen in einigen Punkten nachgeholt.
Hubert Markl, von 1996 bis 2002 Präsident der Max-Planck-Gesellschaft, formulierte 2005 in einem Vortrag:

„Am Anfang und im Zentrum dessen, was junge Menschen erfolgreich ins Leben hineinführt, also lebenstüchtig machen läßt, muß Charakterbildung stehen. Das ist ein Begriff, der vielleicht etwas altfränkisch klingen mag, den ich der heute so oft berufenen ‚Werteerziehung’ aber vorziehe; denn es bringt gar nichts, wenn man – noch dazu ganz ungenau definierte – Werte anerzieht, an die sich dann leider meist weder Erzieher noch Erzogene halten. Charakterbildung zielt auf etwas anderes. Sie hat vor allem mit Ehrlichkeit, Anstand, Lebensmut, Lebensfreude, Selbstvertrauen und auch der Fähigkeit zu tun, zugleich anderen zu vertrauen wie für sie vertrauenswürdig zu sein.“